# Człowiek marginesu
Człowiek marginesu – osoba żyjącą na krawędzi dwóch lub więcej kręgów kulturowych, z których żaden nie definiuje w pełni jej tożsamości.
Koncepcja została wprowadzona przez Roberta Ezrę Parka (1926) i rozwinięta przez Everetta Sonequista.
Uczestnictwo na styku kultur, daje ludziom marginesu wyjątkową, szerszą perspektywę, pozwalającą na zdystansowaną ocenę, będącą połączeniem zewnętrznego i wewnętrznego punktu widzenia. Zdaniem Parka człowiek marginesu „staje się [...] jednostką o szerszym horyzoncie, bystrzejszej inteligencji, bardziej niezależnym i racjonalnym światopoglądzie. Człowiek marginesu jest zawsze człowiekiem stosunkowo bardziej cywilizowanym”.
Przykładowo, ludźmi marginesu byli np. europejscy Żydzi czy amerykańscy Mulaci.
Odmienne jest potoczne rozumienie człowieka marginesu, za którego uważa się osoby zagrożone lub dotknięte patologią społeczną – narkomanów, przestępców itp.